# Maciej Iłowiecki
Tadeusz Maciej Iłowiecki (ur. 28 lutego 1935 w Piekarach Śląskich, zm. 23 grudnia 2023 w Warszawie)  – polski dziennikarz i publicysta, w latach 1993–1994 zastępca przewodniczącego Krajowej Rady Radiofonii i Telewizji.

## Życiorys
Absolwent biochemii na Uniwersytecie Warszawskim. Od 1959 pracował jako dziennikarz i publicysta. W czasach PRL publikował w „Polityce”, „Fantastyce” i „Przeglądzie Technicznym”. W latach 1974–1990 pracował w redakcji „Problemów”.
Jako ekspert do spraw mediów 1989 brał udział w rozmowach Okrągłego Stołu jako przedstawiciel „Solidarności”. W latach 1990–1993 pełnił funkcję prezesa zarządu Stowarzyszenia Dziennikarzy Polskich, w latach 1990–1992 był redaktorem naczelnym tygodnika „Spotkania”. Zajmował stanowisko zastępcy przewodniczącego Krajowej Rady Radiofonii i Telewizji od kwietnia 1993 do września 1994. W wyborach parlamentarnych w 1997 bez powodzenia ubiegał się o mandat poselski z listy Akcji Wyborczej Solidarność w województwie krakowskim. Członek Rady Etyki Mediów (od 2004 do 2011). Był też członkiem zarządu Towarzystwa Popierania i Krzewienia Nauk oraz redakcji „Nowego Państwa”.
W III RP zajął się niezależną publicystyką, współpracował z telewizją Polsat. Był autorem artykułów prasowych i kilkunastu książek na tematy związane m.in. z medioznawstwem. Regularnie uczestniczył w programie Bumerang prowadzonym przez Marka Markiewicza. W 2010 bez powodzenia kandydował do KRRiT z rekomendacji Prawa i Sprawiedliwości (jego kandydatura została również poparta przez większość posłów Polski Plus, SdPL i SD).
8 stycznia 2024 został pochowany na cmentarzu ewangelicko-augsburskim w Warszawie.

## Odznaczenia
Odznaczony Krzyżem Oficerskim Orderu Odrodzenia Polski (2014).

## Wybrane publikacje
- Nasz wiek XX, Wiedza Powszechna, Warszawa 1969.
- Nowy, niezbyt wspaniały świat, Wiedza Powszechna, Warszawa 1974.
- Dzieje nauki polskiej, Interpress, Warszawa 1981.
- Z tamtej strony lustra, Alfa, Warszawa 1987.
- Niepokój dwutysięcznego roku, Iskry, Warszawa 1989.
- Figle naszego świata, Alfa, Warszawa 1992.
- Media, władza, świadomość społeczna, Pomorskie Towarzystwo Edukacyjne „Fama”, Bydgoszcz 1999.
- Kronika przypadków publicznych, Prószyński i S-ka, Warszawa 2000.
- Krzywe zwierciadło: o manipulacji w mediach, Gaudium, Lublin 2003.